# NGC 2517
NGC 2517 é uma galáxia lenticular (SB0) localizada na direcção da constelação de Puppis. Possui uma declinação de -12° 19' 02" e uma ascensão recta de 8 horas, 02 minutos e 47,0 segundos.
A galáxia NGC 2517 foi descoberta em 16 de Março de 1836 por John Herschel.